# 越南姬蛙属
越南姬蛙属（学名：Vietnamophryne）为姬蛙科的一个属，主要分布于中南半岛等地区。

## 形态特征
上颌骨和齿骨均为无齿，无上颌齿；脊柱前凸，有8个缺乏神经嵴的荐前椎；头骨没有矢状脊；额骨和顶骨通过长的非钙化骨缝连接；鼻骨宽而钙化，未在内部相接；犁腭骨（vomeropalatines）、新腭骨不扩张，可能为软骨，缺少犁骨刺；副蝶骨剪刀状突起宽而短，前端突然变钝；锁骨缺失；肩胛骨缺失；胸骨小且未钙化，完全为软骨，剑胸骨扁平，圆形；尾长骨的四分之三处有明显的背嵴，髂骨上没有；趾骨末端小，筒状；指端无吸盘，末端呈圆形；第一指缩短至微小或变为残端，所有指节都存在且骨化；没有亚关节结节；趾间无蹼；鼓膜清晰可见；只有一个横向柔软的腭旋褶；瞳孔圆形；鼻部圆形，与眼睛长度相等或稍短；背部皮肤多疣至粗糙；半掘地生活（大多数时生活在地下）。

## 下属物种
截止2023年3月，本属包括以下物种：
- Vietnamophryne aurantifusca Ninh, Le, Bui, H.Q. Nguyen, Orlov,  Moseyko, Le, S.N. Nguyen, Hoang, Ziegler & T.T. Nguyen, 2023[3]
- 强氏越南姬蛙 Vietnamophryne cuongi Nguyen, Hoang, Jiang, Orlov, Ninh, Nguyen, Nguyen & Ziegler, 2021，模式产地位于越南巴位国家公园
- 西原越南姬蛙 Vietnamophryne inexpectata Poyarkov, Suwannapoom, Pawangkhanant, Aksornneam, Duong, Korost & Che, 2018，模式产地位于越南嘉莱省
- 西部越南姬蛙 Vietnamophryne occidentalis Poyarkov, Suwannapoom, Pawangkhanant, Aksornneam, Duong, Korost & Che, 2018，模式产地位于泰国北部地区的清莱省[4]
- 奥氏越南姬蛙 Vietnamophryne orlovi Poyarkov, Suwannapoom, Pawangkhanant, Aksornneam, Duong, Korost & Che, 2018模式产地位于越南高平省[5]
- 武光越南姬蛙 Vietnamophryne vuquangensis  Hoang, Jiang, Nguyen, Orlov, Le, Nguyen, Nguyen, Nguyen, Nguyen & Ziegler, 2021，模式产地位于越南河静省武光国家公园